# Nattarasankottai
Nattarasankottai é uma panchayat (vila) no distrito de Sivaganga, no estado indiano de Tamil Nadu.

## Geografia
Nattarasankottai está localizada a 9° 52′ N, 78° 34′ L. Tem uma altitude média de 75 metros (246 pés).

## Demografia
Segundo o censo de 2001,  Nattarasankottai  tinha uma população de 5887 habitantes. Os indivíduos do sexo masculino constituem 48% da população e os do sexo feminino 52%. Nattarasankottai tem uma taxa de literacia de 72%, superior à média nacional de 59.5%: a literacia no sexo masculino é de 79% e no sexo feminino é de 66%. Em Nattarasankottai, 11% da população está abaixo dos 6 anos de idade.